# Кшиштоф Сковронський
Кшиштоф Конрад Сковронський (народився 2 квітня 1965 у Варшаві ) — польський журналіст, колумніст, директор III програми Польського радіо (2006–2009), засновник і президент Radio Wnet (з 2009), з 2011 президент Асоціації польських Журналісти (СДП). Спікер Форум Вільних Народів Постросії.

## Біографія
Закінчив філософію у Варшавському університеті . Журналістську діяльність розпочав на початку 1990-х років. на Radio Zet, де вів такі журналістські програми, як: Gość Radio Zet, Jazda Polska  . У 1992 році він був ініціатором і творцем формату програми «Сніданок» на Radio Zet, яку відтоді веде. Він також вів створену ним програму «Коктейль Молотова»  . З цієї радіостанції пішов у 2000 році  .
З 2001 по 2002 рік співпрацював з III програмою Польського радіо, де щоденно вів розмови з політиками в ранковій програмі Salon Polityczna на Тройці . З кінця 1990-х рр до початку наступного десятиліття він вів телевізійні програми про поточні події, такі як Gość Jedynki на TVP1 та Rozmowa Dnia і Pytania на Telewizja Puls . З 2003 по 2005 рік співпрацював з Polsat у рамках програм «Чорний пес чи білий кіт» та «Інтерв’ю Сковронського» . У 2005–2007 роках знову співпрацював з TVP1, ведучи недільну журналістську програму Interview i Opinie, у якій разом із запрошеними журналістами коментував політичні події останнього тижня. Був колумністом щоденника « Rzeczpospolita » та тижневика « Przekrój »  .
Разом із Томашем Лісом та Маріушем Зьомецьким він є співавтором книжки «Азбука журналістики»  виданої у 2002 році.
З 8 липня 2006 року до 25 лютого 2009 року директор III програми Польського радіо  . За час його президентства частка аудиторії станції зросла з 6,3% до 6,9%  . З’явилася кількома тижнями раніше інформація про його можливу відставку після оголошення результатів перевірки на станції спричинила протест на його захист кількох десятків журналістів із різних редакцій  .
У травні 2009 року заснував інтернет -радіо Wnet і став його головним редактором  .
З 2002 року член Асоціації польських журналістів  . У жовтні 2011 року обраний президентом цієї організації  . На цій посаді у вересні та жовтні 2012 року він керував двома партійними конференціями Права і Справедливості, що зазнало критики, зокрема, кілька десятків членів СДП, які закликали його піти у відставку   . У червні 2013 року « Gazeta Wyborcza » повідомила, що заснована ним радіостанція Radio Wnet отримала 140 000 злотих від Права і справедливості  . Посилаючись на цю ситуацію, Кшиштоф Сковронський виступив із заявою, розміщеною на веб-сайті СДП, у якій зазначив, що радіо є комерційною установою і може співпрацювати з тими, хто поділяє цінності цієї станції  . Частина журналістської спільноти, в т.ч Стефан Братковський, почесний президент SDP, звинуватив Кшиштофа Сковронського в політизації SDP  .
У 2014 , 2017  та 2021  обирався президентом СДП на наступні терміни.
У 2016 році, незабаром після того, як Яцек Курський очолив Telewizja Polska, він повернувся до роботи на громадському телебаченні, приймаючи власну програму «24 хвилини» на TVP Info  . Він також став одним із ведучих публічно-інформаційної програми У чому суть  .

## Особисте життя
Син Анджея Сковронського  та Барбари Петрозолін-Сковронської  . Одружений, має чотирьох дітей.

## Нагороди та відзнаки
- Офіцерський хрест ордена Відродження Польщі (2020) [18]
- Медаль «Pro Patria» (2016) [19]
- Премія ім Даріуш Фікус (2007) [20]
- Премія ім Яцек Мазірскі (2014) [21]
- Номінація на звання «Журналіст року» Grand Press (1998, 1999, 2000) [1]
- Номінація на здобуття премії Анджей Войцеховський (2010) [1]

1. 1 2 3 4 5 6 7 8  Krzysztof Skowroński. sdp.pl. Архів оригіналу за 4 березня 2016. Процитовано 5 січня 2024.
2. ↑  Przypadek Krzysztofa Skowrońskiego: radio i polityka we krwi. wirtualnemedia.pl. 3 grudnia 2023.
3. ↑  Lis, Tomasz (2002). ABC dziennikarstwa. Warszawa: Axel Springer Polska. ISBN 83-916-4106-6.
4. 1 2  Skowroński wyleciał z Trójki. tvn24.pl. 25 lutego 2009. Архів оригіналу за 28 вересня 2016. Процитовано 5 січня 2024.
5. ↑  SDP ma nowego prezesa. sdp.pl. 1 października 2011. Архів оригіналу за 4 березня 2016. Процитовано 5 січня 2024.
6. ↑  Krzysztof Skowroński, prezes Stowarzyszenia Dziennikarzy Polskich, wraca do TVP. wyborcza.pl. 17 lutego 2016.
7. ↑  Część członków SDP wzywa prezesa Skowrońskiego do ustąpienia. wirtualnemedia.pl. 4 października 2012.
8. ↑  Jak PiS i PO wydają miliony z budżetu. wyborcza.pl. 11 czerwca 2013.
9. ↑  Oświadczenie prezesa SDP. sdp.pl. 12 czerwca 2013. Архів оригіналу за 13 червня 2015. Процитовано 15 січня 2024.
10. ↑  Stefan Bratkowski: Jacy dziennikarze niepokorni?. studioopinii.pl. 12 grudnia 2012. Архів оригіналу за 27 вересня 2016. Процитовано 5 січня 2024.
11. ↑  Krzysztof Skowroński ponownie prezesem. SDP wybrał nowe władze. sdp.pl. 25 października 2014. Архів оригіналу за 12 листопада 2017. Процитовано 5 січня 2024.
12. ↑  Krzysztof Skowroński po raz trzeci wybrany na prezesa SDP. dzieje.pl. 19 listopada 2017.
13. ↑  Krzysztof Skowroński dalej prezesem Stowarzyszenia Dziennikarzy Polskich. wirtualnemedia.pl. 17 października 2021.
14. ↑  Najprostsza forma dziennikarstwa – wywiad. „24 minuty” z Krzysztofem Skowrońskim. tvp.info. 8 marca 2016. Архів оригіналу за 9 березня 2016. Процитовано 5 січня 2024.
15. ↑  „O co chodzi” zamiast „4 stron” w TVP Info. Prowadzącymi Ogórek, Wildstein, Płużański, Skowroński i Łęski. wirtualnemedia.pl. 15 września 2017.
16. ↑  Krzysztof Skowroński. sejm-wielki.pl.
17. ↑  Zmarła Barbara Petrozolin-Skowrońska (1937–2023). Była redaktor naczelna Encyklopedii PWN. WNET.fm. 23 października 2023. Архів оригіналу за 23 жовтня 2023. Процитовано 5 січня 2024.
18. ↑  Postanowienie Prezydenta Rzeczypospolitej Polskiej z dnia 14 września 2020 r. o nadaniu orderów (M.P. z 2020 r. poz. 1092).
19. ↑  Dziennikarze z medalami „Pro Patria”. Telewizja ŚTM. 5 maja 2016.
20. ↑  Rymanowski i Skowroński nagrodzeni. media2.pl. 16 marca 2007.
21. ↑  Dotychczasowi nominowani i laureaci nagrody im. Jacka Maziarskiego. jacekmaziarski.org. 27 października 2015. Архів оригіналу за 16 серпня 2018. Процитовано 5 січня 2024.